# Liste der Orte im Kreis Dolj
Der Kreis Dolj in Rumänien besteht aus offiziell 386 Ortschaften. Davon haben 7 den Status einer Stadt, 104 den einer Gemeinde. Die übrigen sind administrativ den Städten und Gemeinden zugeordnet.

## Städte
| - Băilești - Bechet - Calafat | - Craiova - Dăbuleni | - Filiași - Segarcea |

## Gemeinden
| - Afumați - Almăj - Amărăștii de Jos - Amărăștii de Sus - Apele Vii - Argetoaia - Bârca - Bistreț - Botoșești-Paia - Brabova - Brădești - Braloștița - Bratovoești - Breasta - Bucovăț - Bulzești - Călărași - Calopăr - Caraula - Cârcea - Cârna - Carpen - Castranova - Catane - Celaru - Cerăt - Cernătești - Cetate - Cioroiași - Ciupercenii Noi - Coșoveni - Coțofenii din Dos - Coțofenii din Față - Daneți - Desa | - Dioști - Dobrești - Dobrotești - Drăgotești - Drănic - Fărcaș - Galicea Mare - Galiciuica - Gângiova - Ghercești - Ghidici - Ghindeni - Gighera - Giubega - Giurgița - Gogoșu - Goicea - Goiești - Grecești - Întorsura - Ișalnița - Izvoare - Leu - Lipovu - Măceșu de Jos - Măceșu de Sus - Maglavit - Malu Mare - Mârșani - Melinești - Mischii - Moțăței - Murgași - Negoi - Orodel | - Ostroveni - Perișor - Pielești - Piscu Vechi - Plenița - Pleșoi - Podari - Poiana Mare - Predești - Radovan - Rast - Robănești (Gemeindesitz: Robăneștii de Jos) - Rojiște - Sadova - Sălcuța - Scăești - Seaca de Câmp - Seaca de Pădure - Secu - Siliștea Crucii - Șimnicu de Sus - Sopot - Tălpaș - Teasc - Terpezița - Teslui - Țuglui - Unirea - Urzicuța - Valea Stanciului - Vârtop - Vârvoru de Jos - Vela - Verbița |

## A
| - Adâncata - Albești | - Almăjel | - Amărăști |

## B
| - Bădoși - Balasan - Balota de Jos - Balota de Sus - Balta Verde - Bâlta - Băranu - Bărboi - Basarabi - Bașcov - Bâzdâna - Bechet (Orodel) - Beharca | - Belcinu - Beloț - Benești - Berbeșu - Bistrețu Nou - Bobeanu - Bodăiești - Bodăieștii de Sus - Bogea - Bojoiu - Booveni - Boureni - Brabeți | - Brădeștii Bătrâni - Brândușa - Braniște (Daneți) - Braniște (Filiași) - Braniște (Podari) - Bucicani - Bucovicior - Bujor - Bușteni - Busu - Busulețu - Buzduc |

## C
| - Căciulătești - Căciulatu - Călinești - Călugărei - Câmpeni - Caraiman - Cârligei - Cârstovani - Căruia - Castrele Traiane - Catanele Noi | - Cernat - Cetățuia (Cioroiași) - Cetățuia (Vela) - Chiașu - Ciocanele - Ciocănești - Cioroiu Nou - Ciupercenii Vechi - Ciutura - Cleanov - Comănicea | - Comoșteni - Corlate - Cornetu - Cornița - Cornu - Coșereni - Cotu - Covei - Criva - Crovna - Curmătura |

## D
| - Deleni - Desnățui - Dobridor | - Dobromira - Domnu Tudor - Drăgoaia | - Dudovicești - Duțulești |

## F
| - Făcăi - Făget - Fântânele (Radovan) - Fântânele (Teslui) | - Fântâni - Filaret - Floran - Florești | - Foișor - Frasin - Frățila - Fratoștița |

## G
| - Gabru - Gaia - Gârlești - Geblești - Georocel - Georocu Mare - Ghizdăvești | - Godeni - Gogoșești - Gogoșița - Golenți - Golfin - Golumbelu - Golumbu | - Grădiștea - Gropanele - Gruița - Gubaucea - Gura Racului - Gura Văii |

## H
| - Horezu-Poenari | - Hunia |

## I
| - Iordăchești - Înfrățirea | - Italieni | - Izvor |

## J
| - Jieni | - Jiul |

## L
| - Lăcrița Mare - Lăcrița Mică - Lânga - Lazu - Leamna de Jos | - Leamna de Sus - Leordoasa - Leșile - Lipovu de Sus | - Lișteava - Livezi - Locusteni - Luncșoru |

## M
| - Mălăești - Malaica - Malumnic - Mărăcinele - Marotinu de Jos - Marotinu de Sus - Mârza - Meteu | - Mihăița - Milești - Milovan - Mlecănești - Mofleni - Moflești - Mogoșești - Moreni | - Mosna - Moșneni - Moțăței-Gară - Motoci - Muereni - Muierușu - Murta |

## N
| - Nedeia - Negoiești | - Nisipuri - Nistoi | - Novac |

## O
| - Obedin - Ocolna | - Odoleni | - Ohaba |

## P
| - Padea - Palilula - Panaghia - Pereni - Picăturile - Pietroaia - Piorești - Piria - Piscani - Piscu Lung - Piscu Nou - Piscu Sadovei | - Pisculeț - Plopșor - Plopu-Amărăști - Plosca - Ploștina - Poiana Fântânii - Poienile - Pometești - Popânzălești - Popeasa - Popești | - Popoveni - Potmelțu - Prapor - Preajba - Preajba de Jos - Preajba de Pădure - Predeștii Mici - Prejoi - Prunet - Puținei - Puțuri |

## R
| - Răcarii de Jos - Răcarii de Sus - Răchita de Jos - Răchita de Sus - Racovița | - Radomir - Rasnicu Bătrân - Rasnicu Oghian - Robăneștii de Jos | - Robăneștii de Sus - Românești - Roșieni - Rupturile |

## S
| - Salcia - Sălcuța (Calopăr) - Săliște - Săpata - Sărata - Sărbătoarea - Sârsca - Schitu | - Secui - Seculești - Segleț - Sfircea - Șimnicu de Jos - Șitoaia - Smadovicioara de Secu - Smârdan | - Soceni - Soreni - Spineni - Ștefănel - Știubei - Stoicești - Suharu - Șumandra |

## T
| - Tâmburești - Țandăra - Târnava - Țărțăl | - Tatomirești - Teascu din Deal - Teiu - Tencănău | - Țiu - Toceni - Tunarii Noi - Tunarii Vechi |

## U
| - Ungureni - Ungurenii Mici - Urdinița | - Urechești - Urieni - Ursoaia | - Urzica Mare - Uscăci |

## V
| - Valea Fântânilor - Valea lui Pătru - Valea Lungului - Valea Mare - Valea Muierii de Jos | - Vârvor - Veleni - Velești - Verbicioara | - Viișoara-Moșneni - Viișoara - Vladimir - Voita |

## Z
| - Zănoaga - Zăval | - Zlătari | - Zvorsca |